# Ричвуд (Западная Виргиния)
Ричвуд (англ. Richwood) — город в штате Западная Виргиния, США. Находится в округе Николас. Согласно переписи 2010 года в городе проживал 2051 человек.

## Географическое положение
Ричвуд находится в центре штата Западная Виргиния на слиянии северного и южного притоков реки Черри. По данным Бюро переписи населения США город Ричвуд имеет общую площадь в 4,33 км², из которых 4,17 км² занимает суша и 0,16 км² — водоёмы.

## История
Ричвуд был инкорпорирован в 1901 году. Он был основан компанией Черри-Ривер-Бум-энд-Ламбер, как город для лесозаготовок. Первоначально населённый пункт был известен под именем Черри-Три-Боттомс, но затем, при переносе почтового офиса с горы Хинкл в город, его название сменили на Ричвуд. В 1901 году к городу подвели железную дорогу. К 30-м годам население города значительно выросло, были открыты несколько фабрик. До 1931 года Ричвуд был крупнейшим центром деревообработки в Западной Виргинии. К 1930 году в Ричвуде, с населением около 7000 человек, находилось нескольких заводов, в том числе по производству кожевенных изделий и прищепок. Однако после строительства шоссе 19 через Саммервилл город пошёл на спад. Были закрыты многие угольные шахты, жители покидали населённый пункт в поисках работы.
В 2001 году исторический центр города был внесён в Национальный реестр исторических мест США. В июне 2016 года город был затоплен во время исторического наводнения на территории штата Западная Виргиния.

## Население
По данным переписи 2010 года население Ричвуда составляло 2051 человек (из них 47,2 % мужчин и 52,8 % женщин), было 889 домашних хозяйства и 543 семьи. Расовый состав: белые — 97,1 %, афроамериканцы — 0,2 %, коренные американцы — 0,4 % и представители двух и более рас — 2,2 %.
Из 889 домашних хозяйств 40,0 % представляли собой совместно проживающие супружеские пары (11,0 % с детьми младше 18 лет), в 15,2 % домохозяйств женщины проживали без мужей, в 5,8 % домохозяйств мужчины проживали без жён, 38,9 % не имели семьи. В среднем домашнее хозяйство вели 2,21 человека, а средний размер семьи — 2,78 человека. В одиночестве проживали 35,2 % населения, 17,3 % составляли одинокие пожилые люди (старше 65 лет).
Население города по возрастному диапазону распределилось следующим образом: 18,9 % — жители младше 18 лет, 56,4 % — от 18 до 65 лет и 24,7 % — в возрасте 65 лет и старше. Средний возраст населения — 49,0 года. На каждые 100 женщин приходилось 89,6 мужчины, при этом на 100 совершеннолетних женщин приходилось уже 87,3 мужчин сопоставимого возраста.
В 2014 году из 1761 трудоспособных жителей старше 16 лет имели работу 590 человек. При этом мужчины имели медианный доход в 41 731 долларов США в год против 23 380 долларов среднегодового дохода у женщин. В 2014 году медианный доход на семью оценивался в 34 750 $, на домашнее хозяйство — в 26 935 $. Доход на душу населения — 15 112 $. 27,9 % от всего числа семей и 34,0 % от всей численности населения находилось на момент переписи за чертой бедности.

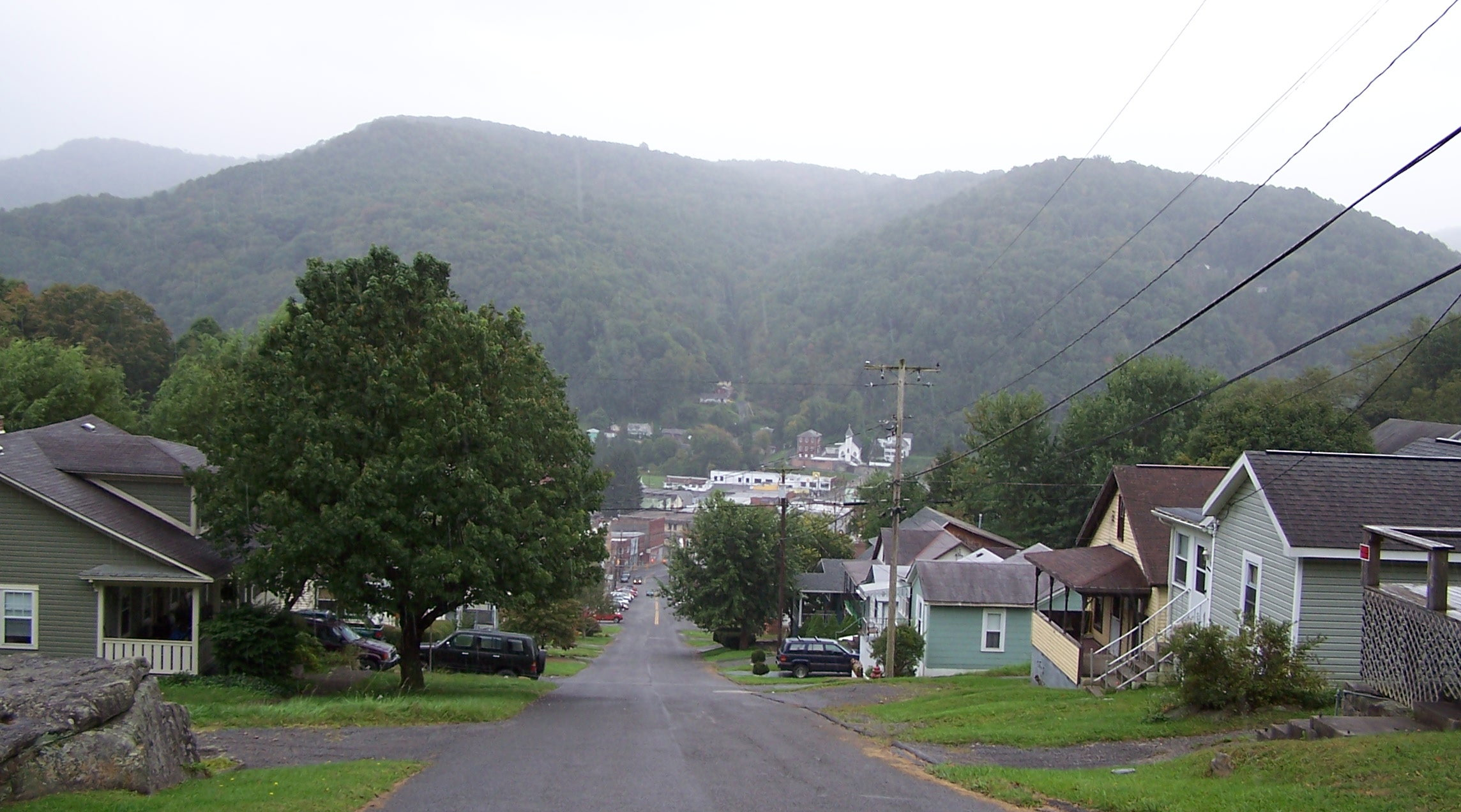
Улица Ричвуда

Динамика численности населения:
|  |